# Lampetia
Lampetia oder Lampetie (altgriechisch Λαμπετίη Lampetíē, deutsch ‚die Leuchtende‘) ist in der griechischen Mythologie Tochter des Sonnengottes Helios und der Neaira und eine der Heliaden. Ihre Schwester ist Phaethusa, Halb- oder Vollgeschwister, je nach Überlieferung, sind Aigle und Phaethon. In diesem Fall war Rhode ihre Mutter.
Zusammen mit ihrer Schwester Phaethusa hütete sie die sechs Schaf- und sieben Rinderherden zu je 50 Tieren ihres Vaters auf der Insel Thrinakia (nach Meinung einiger Forscher das heutige Sizilien).
Bedeutung erlangte sie in der Odyssee, da sie, nachdem ein Mitglied der Mannschaft des Odysseus, entgegen klaren Anweisungen, die durch die Mannschaft mit Eid entgegengenommen wurde, mehrere Tiere des Helios geschlachtet hatte, dies ihrem Vater meldete. Dieser bewegte Zeus zur Zerstörung des Schiffes des Odysseus, was zum Tod der gesamten Mannschaft führte. Odysseus war zuvor von Kirke vor diesem Schicksal gewarnt worden.
Als Schwester des Phaethon aufgefasst, zählt sie wie ihre Schwestern zu den Heliaden und wurde nach dem Tode des Phaethon in Pappeln verwandelt, Bernsteintränen weinend.
Einem weiteren Überlieferungsstrang folgend, war Lampetia auch die Geliebte des griechischen Heilgottes Asklepios und zeugte mit ihm den Machaon und Podaleirios, die Iaso, Aigle und Panakeia. Auch Ianiskos und Alexenor werden als Söhne dieser Verbindung genannt.